# Scopula subobliquata
Scopula subobliquata là một loài bướm đêm trong họ Geometridae.